# 麻 (姓)
麻（ま）は、漢姓の一つ。

## 中国の姓
2020年の中華人民共和国の統計では人数順の上位100姓に入っておらず、台湾の2018年の統計では387番目に多い姓で、301人がいる。

### 著名な人物
- 麻秋 - 後趙の武将。
- 麻貴 - 明の武将。

## 朝鮮の姓
麻（ま、マ、朝:  마）は、朝鮮人の姓の一つである。2015年の国勢調査による韓国内での人口は247人。

### 著名な人物
- 麻煖（朝鮮語版） - 高麗の将軍。
- 麻鎬燮（朝鮮語版） - 韓国の大学教授。

### 氏族
| 氏族（地域） | 創始者 | 人数（2015年） |
| ------------ | ------ | -------------- |
| 開城麻氏     |        | 8              |
| 上谷麻氏     |        | 232            |